# Логхи (эсминец)
Логхи (греч. Λόγχη — штык) — греческий эскадренный миноносец начала 20-го века (типа Тиэлла). Его систершипами являлись эсминцы «Навкратуса», «Тиэлла», «Сфендони». Эсминец был построен в Великобритании на верфи Yarrow в 1905—1907 годах.

## Служба

### Балканские войны
К началу Балканских войн «Логхи», под командованием капитана А. Бациса, вместе с броненосцами «Спеце», «Идра» и эсминцем «Тиэлла», входил в состав 2-й эскадры флота, под командованием капитана П. Гиниса. Эсминец принял участие в освобождении острова Тасос 17-18 октября 1912 года, прикрывая высадку армии с торгового парохода «Пелопс». 22 октября «Логхи» был послан к острову Лесбос, для сбора информации о турецких силах на острове и определения места высадки десанта (для аналогичной миссии «Сфендони» был послан к острову Хиос).
В ноябре 1912 года «Логхи», вместе с эсминцами «Пантир» и «Тиэлла» вошёл в состав одной из трёх групп, на которые была разбита флотилия эсминцев, сопровождая конвои и производя дозор у пролива Дарданеллы, на случай если турецкий флот решится выйти из него.
Утром 1 декабря 1912 года «Логхи», патрулируя у входа в Дарданеллы, вместе с эсминцем «Сфендони» перехватил вышедший из проливов турецкий эсминец. Греческие эсминцы открыли огонь, на который ответил не турецкий эсминец, а турецкие батареи с европейского и малоазийского берега. «Сфендони» и «Логхи» вышли из под огня маневрируя.
3 (16) декабря 1912 года, «Логхи», в составе греческого флота, ведомого флагманом броненосным крейсером «Авероф», под командованием адмирала Кунтуриотиса принял участие в греческой победе над турецким флотом у Элли, находясь между островами Имврос и Тенедос, в западном секторе сражения.
В последовавшей греческой победе над турецким флотом у Лемноса «Логхи» не принял участие, поскольку вместе с эсминцами «Тиэлла», «Докса» и «Велос» патрулировал между островами Хиос и Псара.
В феврале 1913 года, после того как греческое командование пришло к заключению что турки не посмеют более выйти из проливов, «Логхи» был переведен в западную «Ионическую эскадру». В состав «Ионической эскадры» вошли также броненосец «Псара», и эсминцы «Аэтос» и «Аспис». Основной задачей было обеспечение безопасности морских перевозок «Эпирской армии», блокада албанского побережья и защита сербской армии, перебрасываемой на греческих кораблях из Фессалоники к городу крепости Шкодер.
В ходе сражения при Бизани «Ионическая эскадра» провела отвлекающую операцию (ложную высадку десанта в Агии Саранта), лишив таким образом турецкий гарнизон в Янине возможности получить подкрепления. «Псара», «Микали», «Аэтос» и «Лонгхи» и пароходы «Эвротас», «Алфиос», «Пиниос», «Ахелоос», сопровождали из Превеза в Агиа Саранта десятки малых плавсредств, на которых находился только один батальон пехоты, высадка которого создавала картину более масштабной операции.
После греческой победы при Бизани и падения города Янина «Логхи» вернулся в Эгейское море.
Во время Второй Балканской войны «Логхи», вместе с другими кораблями флота, был использован для огневой поддержки армии с моря в военных действиях против болгарской армии. В июне 1913 года «Логхи», вместе с 2 миноносцами, высадил морской десант под командованием капитана Д. Залокостаса, который занял Порто-Лагос и его окрестности на фракийском побережье.

### Первая мировая война
В октябре 1916 года корабль был конфискован Антантой, по причине первоначального нейтралитета Греции и был передан французам. После официального вступления Греции в войну в июле 1917 года, корабль был возвращён греческому флоту в 1918 году.

### Малоазийский поход
После капитуляции Османской империи и в ходе межсоюзнических послевоенных трений, 23 апреля (6 мая) 1919 года союзники в спешном порядке предоставили Греции мандат на оккупацию Смирны, чтобы опередить претензии Италии на этот регион.
27 апреля (10 мая) 1919 года 1-я греческая дивизия в восточно-македонском городе Кавала была погружена на пароходы «Патрис», «Фемистокл» и 12 более маленьких судов. «Логхи», вместе с греческими «Эгли», и «Леон», «Сфендони», «Алкион» и 4 английскими эсминцами сопровождали конвой, на случай неприятельских действий итальянского флота.
В 1922 году эсминец принимал участие в эвакуации армии и греческих беженцев из Малой Азии.

### Последующие годы
Эсминец находился в составе флота до 1925 года. В силу высокой стоимости, его ремонт и модернизация, по образцу однотипных «Тиэлла» и «Сфендони», были сочтены нецелесообразными. Эсминец был выведен из состава флота в 1926 году.

## Наследники
- Логхи II (эсминец) типа Fletcher. Вошёл в состав флота в 1960 году.